# Конайре Великий

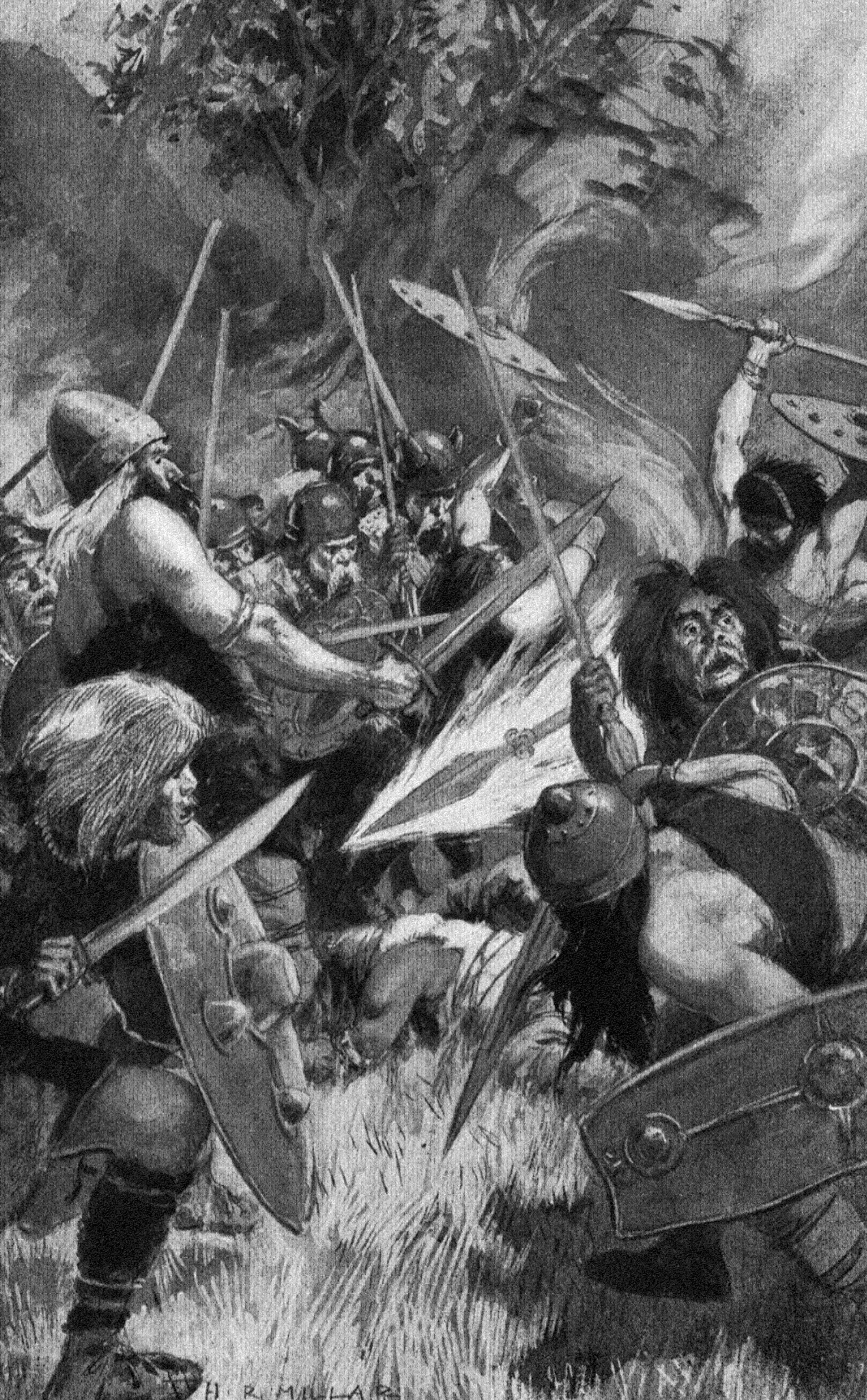
Х. Р. Міллар. Ілюстрація до уладського циклу скел. 1905.

Конайре Великий, Конайре Мор мак Етерскел (ірл. Conaire Mór mac Eterscél) він же: Конайре Мор, Конайре мак Месс — верховний король Ірландії. Час правління: 63 — 33 до н. е. (згідно з «Історією Ірландії» Джеффрі Кітінга) або 110 — 40 до н. е. (відповідно до «Хроніки Чотирьох Майстрів»).

## Походження
Мати — Месс Буахала (ірл. Mess Búachalla) — дочка Еоху Фейдлеха (ірл. Eochu Feidlech) та Етайн (ірл. Étaín) або дочка Еоху Айрема (ірл. Eochu Airem) та Етайн.
Згідно зі старовинною ірландською скелою (сагою) «Руйнування Дому Да Дерга» (ірл. «Togail Bruidne Dá Derga») його народження має містичний характер — Конайре Великий був зачатий, коли його майбутню матір відвідує загадкова істота, яка прилітає у вигляді птаха. Після народження він виховується як син Етерскела, який був верховним королем Ірландії (Етерскел взяв за дружину Месс, бо друїди прорікли, що народить вона королю сина, якому судилось стати великим королем Ірландії). До цього Месс була вигнана з дому короля Уладу (Ольстеру) Кормака Конд Лонгас, який вважав, що вона була народжена безплідною королевою Етайн в результаті чаклунства. Взагалі, щодо народження Месс в легендах та скелах багато багато незрозумілого — очевидно був втрачений якийсь уривок зі скели після переписування.

## Прихід до влади
За літописом «Лебор Габала Еренн» (ірл. Lebor Gabála Érenn) Конайре Великий прийшов до влади в результаті вбивства свого попередника — Верховного короля Ірландії Нуаду Нехта мак Сетна Сібакка (ірл. Nuadu Necht), який був вбивцею його батька (звичай кровної помсти).
Але згідно зі скелою «Руйнування Дому Да Дерга» прийшов він до влади в результаті того, що його названий батько — Етерскел помер і ірландці, згідно звичаю, влаштували «Свято бика». Звичай був пережитком родоплемінної демократії, коли вождь чи король не успадковував трон, а обирався. На цьому святі приносили в жертву бика. Потім одного мужа годували м'ясом цього бика, давали пити відвар м'яса цього бика, а потім над ложем цього мужа говорили слова правди. І той, кого він побачить у сні, ставав верховним королем Ірландії. У цьому випадку муж побачив у сні юнака, який голим з пращею в руках йшов до Тари (столиці верховних королів Ірландії). У цей час юний Конайре якраз полював на птахів, які раптом перетворились у воїнів і проголосили йому гейса (ірл. geis, geisa) — індивідуальні табу і прорікли, що якщо він піде в Тару без одягу з пращею, то стане королем Ірландії, що і збулося. Гейса Конайре були:
1. Не стріляти в птахів;
2. не йти слідом за людьми вдягненими в червоне;
3. не обходити Брегу зліва направо, а Тару справа наліво;
4. не вбивати диких звірів Керни;
5. не можна кожну дев'яту ніч залишати Тару;
6. не можна входити в дім людини, що вдягнена в червоне;
7. не можна впускати в дім самотнього чоловіка або жінку після заходу сонця;
8. не можна ночувати в домі, з якого видно світло;
9. не можна допустити грабунку в країні під час правління;
10. не можна розв'язувати суперечку двох рабів.

## Правління
Правління Конайре Великого (що тривало 30 років чи навіть 70, що сумнівно) ввійшло в історію та легенди як час миру, спокою та процвітання Ірландії, свого роду чергову «Золоту добу».

## Смерть
У кінці правління збіг випадкових обставин змушує Конайре порушити всі 10 гейса. У цей час на Ірландію напав один із вождів бритських племен — Інгкел. Цікавим є повідомлення, що в особистій охороні Конайре були воїни з піктів, в той час як воював Конайре з бритами. Очевидно, ірландці чітко розрізняли ці дві групи племен Британії, які були чимось принципово відмінні — пікти і брити. Конайре був оточений в Домі Да Дерга — одному з домів Ірландії, що несли певний сакральний характер. Потрапивши в пастку король Конайре загинув у битві під час якої Дім Да Дерга був зруйнований.

## Нащадки
Безпосередніми нащадками Конайре Великикого були: Йар мак Дедад (ірл. Íar mac Dedad), що належав до легендарного клану Кланна Дедад (ірл. Clanna Dedad) та легендарний королівський рід Ерайн (ірл. Érainn). Нащадками Конайре Великого у Ірландії та Шотландії вважалися Шіл Конарі (ірл. Síl Conairi). Останній гельський король Шотландії Олександр III вважається безпосереднім нащадком Конайре Мора. Деякі клани Шотландії, зокрема клан Аркарт — (шотл. гел. Urquhart) вважає Конайре Мора своїм предком.